# Giacomo Pignatelli

Consultationes canonicae, 1722 (Fondazione Mansutti, Milano)

Giacomo Pignatelli (1625 – 1698) è stato un teologo italiano.

## Biografia
Nato a Grottaglie il 2 aprile 1625, si laureò in utroque iure e in teologia a Lecce. Si spostò quindi a Roma, diventando esperto di diritto canonico e avvocato, poi priore della chiesa di Santa Maria del Pianto, dove trascorse il resto della sua vita. 

## Opere
Nel 1668 pubblicò le Consultationes canonicae, poi ampliate nelle edizioni successive, edite anche postume. L'autore raccoglie migliaia di consultationes sulle controversie circa la canonizzazione dei santi e del Concilio di Trento, basandosi sui canoni ecclesiastici e la dottrina giuridica.
Gli è dedicato un istituto scolastico a Grottaglie.